# Portal
 For alternative betydninger, se Portal (flertydig). (Se også artikler, som begynder med Portal)
En portal er en arkitektonisk udsmykket (søjler, gavlfelt o.l.) indgang til en bygning. Portaler forekommer oftest ved kirker og slotte.
I science fiction- og fantasy-genrerne bruges ordet om adgange til andre verdener, som kan være forskudte i forhold til sted, tid eller dimension.
- Wikimedia Commons har flere filer relateret til Portal

| Arkitektur | Spire Denne arkitekturartikel er en spire som bør udbygges. Du er velkommen til at hjælpe Wikipedia ved at udvide den. |